# Im Zweifel
Im Zweifel ist ein deutscher Fernsehfilm von Aelrun Goette nach einem Drehbuch von Dorothee Schön, der am 29. Juni 2015 beim Filmfest München seine Premiere feierte und am 30. Januar 2016 erstmals auf Das Erste im Fernsehen gezeigt wurde.

## Handlung
Judith Ehrmann ist eine engagierte Mutter und Pfarrerin, und die Aufgabe als Notfallseelsorgerin gehört zu ihrer Arbeit. Ihr Mann Christoph ist von Beruf Gymnasiallehrer und ist ein leidenschaftlicher Motorradfahrer. Eines Tages wird Judith zu einem schweren Unfall gerufen, bei dem die 17-jährige Beifahrerin, eine Bekannte ihres gleichaltrigen Sohns Paul, stirbt. Der Unfallverursacher begeht Fahrerflucht, aber der einzige Zeuge hat einen schwarzen Kombi gesehen, und genau ein solches Auto fährt ihr Ehemann Christoph. Als ihr Ehemann seinen Kombi am Tag nach dem Unfall wegen Lackschäden in die Werkstatt bringt, beginnt sie zu glauben, dass Christoph den Unfall verursacht haben könnte und dies verschweigt. Auch ihren eigenen Sohn bringt sie in Zusammenhang mit dem tödlichen Unfall. Erstmals nisten sich in Judiths Leben Zweifel ein: an ihrem Ehemann, an ihrem Sohn und auch an ihrer Aufgabe als Pfarrerin und Notfallseelsorgerin. Als sich Judith dann auch noch in Polizeikommissar Minow verliebt, ein überzeugter Atheist, der in diesem Fall ermittelt, beginnt sie ihre Lebenssituation aufs Neue zu überprüfen und muss bald schon über sich hinauswachsen. Das fällt ihr nicht leicht, denn ihre Ehe steckt in einer tiefen Krise, nachdem ihr Mann von ihren Verdächtigungen gegen ihn erfährt. Für Judith Ehrmann scheint es die einfachste Lösung zu sein, ein Versetzungsangebot nach Berlin anzunehmen. Doch sie kämpft um ihre Beziehung, was ihr am Ende auch gelingt. Zu Kommissar Minow geht sie auf professionelle Distanz und erfährt von ihm, dass inzwischen der Unfallverursacher ermittelt werden konnte.

## Produktion

### Stab und Besetzung
Das Drehbuch zu Im Zweifel schrieb die die zweifache Grimme-Preisträgerin Dorothee Schön; die Regie übernahm die zweifache Grimme-Preis- und Deutsche Filmpreisträgerin Aelrun Goette. Die Rolle der Protagonistin Judith Ehrmann übernahm Claudia Michelsen, die ihres Ehemannes Christoph Henning Baum und die des gemeinsamen Sohnes Jordan Dwyer. Der bereits zuvor mehrfach als Polizist in Filmen mitwirkende Schauspieler Thomas Loibl übernahm die Rolle von Kommissar Markus Minow.

### Dreharbeiten
Die Dreharbeiten haben im Oktober 2014 begonnen und fanden in und um Berlin statt.

## Rezeption

### Einschaltquoten
Die Erstausstrahlung des Fernsehfilms am 30. Januar 2016 in Das Erste verfolgten 3,11 Millionen Zuschauer, was einem Marktanteil von 9,5 Prozent entspricht.

### Kritiken
Thomas Andre von der Berliner Morgenpost meint: Trotz der schweren Thematik, die gewisse Längen zeigt, ist ein atmosphärischer und klischeefreier Film mit interessanten Charakteren gelungen. Für Tilmann P. Gangloff ist der Film in seiner Rezension für die Frankfurter Rundschau eine Hommage an eine Frau, die für eine offene Kirche streitet und sich dazu berufen fühlt, den Menschen zu helfen. Gangloff bemerkt, das Kunststück gelinge, die Sinnsuche gewissermaßen hinter den Bildern ablaufen zu lassen. Gangloff kommt zu dem Fazit: Ein großer Film, der dennoch nie auftrumpft: weil er das nicht nötig hat. Lob erhält der Film auch von Elmar Krekeler von Die Welt, der urteilt: ‚Im Zweifel‘ ist ein ziemlich notwendiger, wahrhaftiger, wahrer Film.
Heike Hupertz von der Frankfurter Allgemeinen Zeitung beschreibt: Aelrun Goettes Film 'Im Zweifel' bewegt große Themen. Es geht um Vertrauen, Loyalität und nagende Missgunst. Es geht darum, wie einem die Gewissheiten und Beziehungen fremd werden, aber nicht das allein. Aelrun Goette [...] begibt sich auf das Gebiet wenn nicht der theologischen, so doch zumindest der moralisch-praktischen Problematisierung des Zweifels. Auch für Ana Maria Michel von Die Zeit ist die Zerrissenheit von Judith Ehrmann das Kernstück: In diesem Film ist der Zweifel ein leises Gefühl, das seine Protagonistin beißend quält. Im Kleinen bricht die Aufklärung immer wieder aufs Neue aus. Jens Müller von der taz resümiert: Keine leichte Kost. Aber die hat man von Aelrun Goette auch nicht zu erwarten. Ob der Gewaltexzess eines Teenagers oder der Suizid einer depressionskranken Mutter – Goettes großes Thema sind die menschlichen Abgründe.
Katharina Zeckau von Medienkorrespondenz fasst zusammen: Auch in ihrem neuen Film gelingt es Goette mit Bravour, in Blicken, Worten und Atmosphäre die leisen Misstöne einzufangen, die das familiäre Miteinander zunehmend vergiften. Was natürlich ebenso dem stimmigen Drehbuch von Dorothee Schön anzurechnen ist, das sehr ernsthaft (ganz ohne das so häufig in Anspruch genommene Sicherheitsnetz der Ironie), aber auch ohne Pathos menschliche und geistliche Fragen von großer Tragweite verhandelt.